# 脱法ハーブ

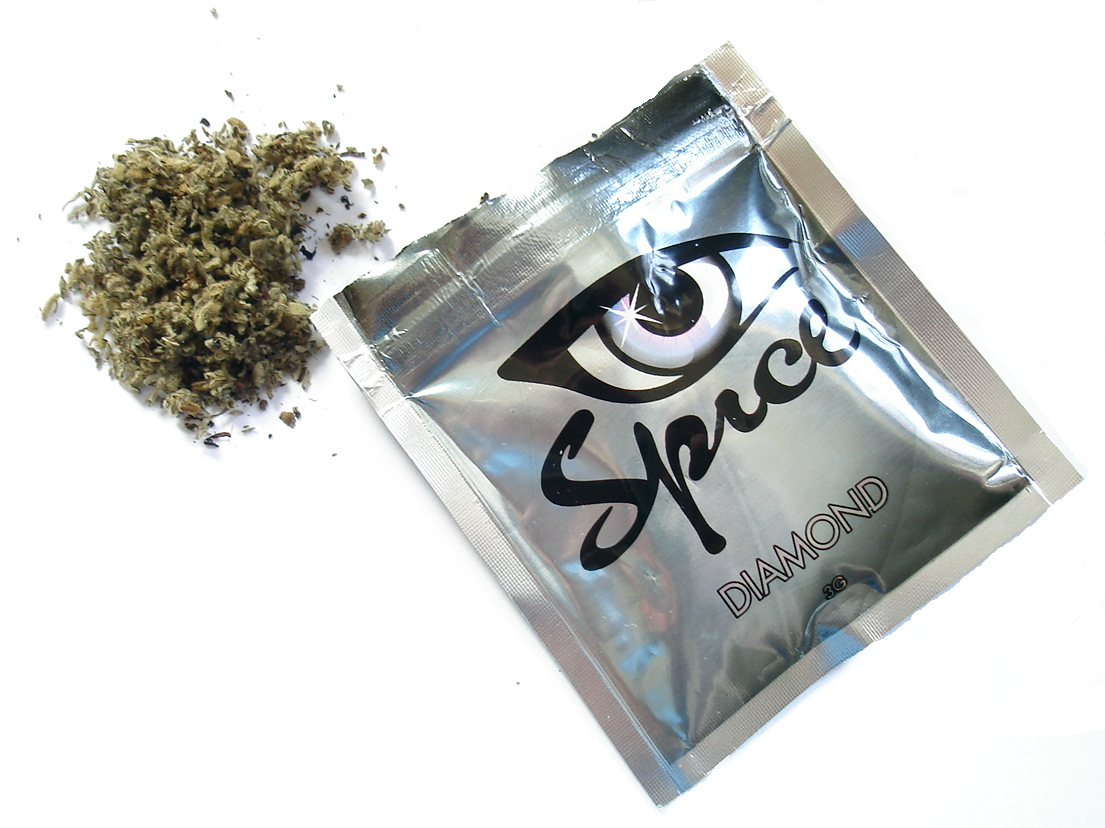
スパイスというブランドのお香とそのパッケージ

脱法ハーブ（だっぽうハーブ）とは、合法ハーブ（ごうほうハーブ）とも呼ばれ、脱法ドラッグの一種で、合成カンナビノイドを含有する化合品である。有名な製品は「スパイス」で英語圏では単に、合成大麻、偽大麻、K2とも呼ばれる。合成カンナビノイドは、大麻の薬理成分であるテトラヒドロカンナビノール (THC) の効果を模倣し、カンナビノイド受容体に対するアゴニストとして作用する。
欧州では2004年頃から流通し始め、日本では2010年以降流通が多くなったとされる。こうした薬物全般は規制されるたびに、規制を逃れるため異なった化学構造の薬物が登場する「いたちごっこ」と呼ばれる状態が続いている。大麻よりも過剰摂取しやすい可能性があり、過剰摂取した場合多くは8時間までの一過性の状態を示し、多くは頻脈、興奮、嘔吐、錯乱などを示す。一部はより重篤となる。

## 流通
2004年には、ドイツ、イギリス、スイスで「スパイス」という製品が流通し、合法の大麻とされ以来ヨーロッパで流通した。2008年末までにハーブ製品に配合されていた合成カンナビノイドのCP-47,497、JWH-018が、法的管理下に置かれると、こういった化合物のファミリーである似たような化合物が配合された製品が流通した。最初ヨーロッパで発見された「スパイス」は、生産者が迅速に法律の変化に対応し、先進国における問題とされている。
ドイツではじめてスパイス製品が違法化される以前は、好奇心で試す人が多かったが、以降は、大麻の代用品とする層が増え、軍人や患者、以前に薬物による運転事故によって受刑した人といった薬物検査が定期的に行われる人に需要がある。使用がドーピングテストでは検出できないので、カナダではアスリートと軍人に需要があるという。

### 日本
日本において脱法ドラッグから合成カンナビノイドが検出されたのは2009年の調査からである。日本では2010年から流通が多くなった。
2000年代中後期の第一世代～第三世代と呼ばれる時期に販売されていたものは、大麻やLSD等のナチュラルドラッグと非常に良く似た効果があり、マリファナの代用品や薬物中毒者が自らの更生の為に使用したりと、インターネットを中心としたアンダーグラウンドで徐々に広がりを見せていった。法整備によって成分を改変した製品が第四世代・第五世代・・・と世代を変えていき、それに伴いマスメディアを介して一般に広まっていくにつれて、旧世代のパッケージを模倣した偽物や成分不明の粗悪品が横行し、行政と業者のいたちごっこが続いた。そして近年の事件事故の多発により大手販売店や大手メーカーが次々と閉鎖して現在に至る。
日本でハーブを店頭やインターネットで販売している業者の数は、2012年3月末で389と厚生労働省がまとめている。神奈川県、愛知県、宮城県、岐阜県では自動販売機も確認されている。愛知県では、地元警察が自販機を押収したケースがあるが、これはタバコの形状で陳列され医薬品にみなされ薬事法の違反が原因である（薬事法違反・医薬品の節を参照）。テレビなどを見て興味を持ったとコメントした例もある。
摂取を目的とすれば薬事法違反となるが、お香やバスソルトという場合は摘発が難しいため、販売の自粛も求められている。
日本では「海外でバスソルト（入浴剤）として販売される脱法ハーブ」のように、脱法ハーブの用語はもはやハーブという枠を外れて、脱法ドラッグを指す用語として用いている場合もある。
2014年（平成26年）7月には、厚生労働省による脱法ドラッグという用語に代わる用語を公募し、危険ドラッグという用語が選定された。それに伴って、危険ハーブの用語でも報道されている。

### 背景

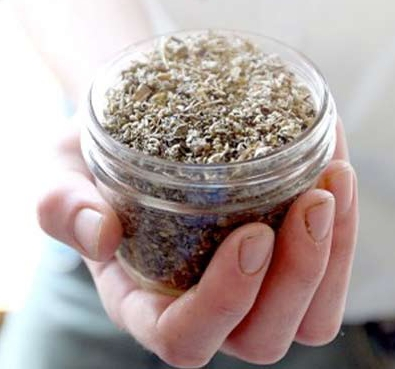
合成カンナビノイドを含む植物片。

脱法ハーブと称して、合成カンナビノイドを人工的に添加したハーブの破片が流通している。こうした合成カンナビノイドは、大麻の薬理成分に模擬した新薬の開発の過程で報告されたものである。
大麻に関しては、1961年に制定された国際条約である麻薬に関する単一条約にの第28条において規制されており、大麻は身体および精神や社会に対して危険であり医療への使用に正当性がないという合意が規制の理由となっている。
現在9種類のテトラヒドロカンナビノール (THC) が麻薬及び向精神薬取締法によって規制対象である。そのうち大麻に天然に含有されるΔ9-THCおよびΔ8-THCは大麻取締法で規制され、天然の植物に含有されたものではない化学合成されたものは麻薬及び向精神薬取締法で規制されている。
一方で、諸外国での医療大麻の研究と法律上の認可が続いている。癌の化学療法の副作用の治療に対して、THCとまったく同じ化学構造のドロナビノールが、欧米では医薬品として発売されている。
合成カンナビノイドの合成が盛んである背景は新薬が理由である。脱法ハーブだけにおよばず、この種の法をすり抜けて売られている脱法ドラッグのおおよそは、のちに医薬品になったか、ならなかったかに限らず、その正統な製薬開発の過程で生まれたもので、これに目を付けた製造者が合成するため流通している。
THCの医療効果としてはほかに、鎮痛作用、抗炎症作用、抗不安作用、抗痙攣作用、エイズ患者に対する食欲増進作用、多発性硬化症に対する筋緊縮、緑内障患者への眼圧低下作用、薬物依存症の治療が知られ、合成カンナビノイドもTHCに対する治療効果の比較がなされている。JWH-133はマウスでコカインの投与量を減らしている。
接頭辞がCPのものはファイザー製薬、HUのものはヘブライ大学が合成したものである。接頭辞がJWHのものは、クレムゾン大学のジョン・W・ハフマンが開発したもので、アメリカ国立薬物乱用研究所 (NIDA) の資金提供によって、カンナビノイド受容体に作用する薬を発見しようとし463種類合成されている。AMであるものは、Makriyannis Alexandrosが合成したものである。

テトラヒドロカンナビノールとその類縁体である合成カンナビノイドの化学構造
テトラヒドロカンナビノール (THC)
HU-210
CP 47,497
JWH-018

## 法的な対策

### 指定薬物制度
| 2009年（平成21年）11月20日施行                                                             |
| ------------------------------------------------------------------------------------------ |
| - JWH-018 - カンナビシクロヘキサノール - CP-47,497                                         |
| 2010年（平成22年）9月24日施行                                                              |
| - JWH-073 - JWH-250                                                                        |
| 2011年（平成23年）5月14日施行                                                              |
| - JWH-015 - JWH-081 - JWH-122 - JWH-200 - JWH-251                                          |
| 2011年（平成23年）10月20日施行                                                             |
| - AM694 - AM2201 - JWH-019 - JWH-203 - JWH-210                                             |
| 2012年（平成24年）7月1日施行                                                               |
| - AM2233 - AM1220 - カンナビピペリジエタノン - CB-13 - JWH-022 - JWH-210 - APICA - APINACA |

日本においては、脱法ハーブ、脱法ドラッグは医薬品に承認されているわけでもなく、食品や食品添加物に承認されているわけでもない。したがって無承認無許可の医薬品として対策されている。乱用を意図して販売されていれば、薬事法が適用され、無承認無許可医薬品として取り締まりがなされる。しかし、脱法ハーブの販売者は人体適用を標榜していないため、医薬品としての相当性を立証することが困難である。また、依存性などの有害性が立証されておらず、麻薬及び向精神薬取締法の規制対象にもならない。
2007年4月1日施行の改正薬事法で、治療や研究目的以外での指定薬物の製造、販売、輸入は罰則付きで禁ずるという指定薬物制度が脱法ドラッグの流通を防ぐ意図で施行された。指定薬物制度は流通に規制を加えているが所持や使用には規制がない。
厚生労働省は、2001年より、脱法ハーブだけでなく脱法ドラッグの疑いがある製品を、その他の無承認無許可医薬品とともに買い上げ調査を行い、医薬品成分や指定薬物が検出された製品を公表している。
日本で合成カンナビノイドの検出が報告されたのは2009年であり、順次指定薬物に指定されている。2009年7月16日には、乾燥植物からカンナビシクロヘキサノール、JWH-018を検出、2011年5月30日には、サルビノリンA、JWH-018、JWH-073、JWH-250、JWH-015、JWH-081、JWH-122、JWH-200を検出している。
合成カンナビノイドに分類されていないサルビノリンAは、2007年（平成19年）4月1日に指定薬物に指定されている。JWH-018とカンナビシクロヘキサノールは2012年7月1日より麻薬に指定されている。

### 知事指定薬物
薬事法（政府）による指定薬物とは別に、一部の都道府県では、薬物乱用防止条例による知事指定薬物がある（東京都、大阪府、鳥取県など）。乱用の恐れのある薬物に対して、知事指定薬物に指定し、学術研究、試験調査などの正当な目的で行う場合を除き、製造、栽培、販売、授与、広告、使用、使用目的の所持、多数の人が集まって知事指定薬物を使用することを知っての場所の提供やあっせんを禁止し、刑事罰を規定している。
警察は販売している業者に対し、取り締まりを強化している。指定薬物へ指定された物質が指定後も買い取り調査で検出されている。

### 包括指定制度
2013年2月20日、厚生労働省は「合成カンナビノイド類」を指定薬物として包括指定（772物質）する省令を公布し、3月22日から施行された。
アメリカでは、1986年に制定された連邦類似体法が、化学構造に若干の変更を加えた物質に規制をかけている。
しかし、類似物質を含めた包括規制を行っても、化学式に改変を加えた合法な新物質を使った脱法ハーブが販売されるようになり、包括規制によっても規制出来ない事実が明るみに出てきている。
世界中で大麻の医療用途研究に合成カンナビノイドを使った実験がなされているため、無闇な包括規制は将来の医薬品の研究開発に支障が出る可能性があることも指摘されている。
それに加えて、薬理学者がこうした化合物に対して医学的な再評価をし始めている。

## 過剰摂取
毒性に関するデータは不明で、大麻よりも中毒性が高い可能性や、深刻な毒性がある可能性がある。合成カンナビノイドは、THCよりもカンナビノイド受容体に結合しやすいために、大麻よりも過剰摂取しやすい可能性がある。わかりやすい部分では製剤化されたもののように成分は一定せず、厳密なルールによる臨床治験を通していない。
2013年に出版された『精神障害の診断と統計マニュアル』の第5版(DSM-5)においては、スパイス、K2、JWH-018による機能障害などは大麻関連障害に分類されている。
JWH‐018では報告されなかったが、病院への搬送後の報告ではJWH-122では意識喪失や筋肉痙攣が報告されており、分子構造のわずかな変化がこのような毒性の増加に結びつくのではないかとされている。
| 症状           | 割合  |
| -------------- | ----- |
| 頻脈           | 40%   |
| 興奮・易刺激性 | 23.4% |
| 嘔吐           | 15.3% |
| 精神錯乱       | 12%   |
| 悪心           | 10%   |
| 幻覚・妄想     | 9.4%  |
| 高血圧         | 8.1%  |
| めまい         | 7.3%  |
| 胸痛           | 4.7%  |

2010年の1 - 10月の間のアメリカでの合成カンナビノイドによる中毒情報の表を示す。
日本で2011年から2012年に救急搬送された20例では、興奮、幻覚・妄想・不安といった症状を呈し、意識障害の評価尺度であるJapan Coma Scale（JCS）においても多くは（軽度であることを示す）一桁の点数であり、多くは8時間以内で解消し24時間以上は続かなかった。
東京都内でのハーブの吸引が原因とみられる救急搬送は2012年1 - 5月で91人と、2011年（推定4.5人）の20倍のペースとされている。

## 逮捕・裁判

### 傷害
2012年には、説明を怠り購買者に急性薬物中毒を起こしたとして業務上過失傷害の適用を初めて受け摘発された。同じようにして傷害容疑がある。

### 危険運転
脱法ハーブを吸引して交通事故を起こした場合、その故意性が証明されれば、自動車運転過失致死傷罪や業務上過失致死傷罪よりも罰則が重い、危険運転致死傷罪が適用される判決が相次いでいる。
- 2012年5月4日、中学校非常勤講師の25歳男性がハーブを吸引して車を運転し、摂津市千里丘の府道で5人に軽傷を負わせる事故を起こした[57]。2013年5月28日、大阪地方裁判所は「過去に脱法ハーブを吸って運転した経験があり、同様の事故の報道にも接し、危険性を十分認識していた」として、男性に危険運転致傷罪で懲役1年4月の実刑判決を言い渡した[58]。
- 2012年5月6日、22歳男性が脱法ハーブを吸引して車を運転し、大阪市福島区の商店街を暴走、女性2人に重軽傷を負わせた[59]。2013年12月18日、大阪地方裁判所は運転者男性に対し、危険運転致傷罪で懲役3年、保護観察付き執行猶予5年の判決を言い渡した[60]。
- 2012年6月9日、脱法ハーブを吸引して車を運転し、京都市伏見区の国道1号で3人にけがを負わせた34歳男性[61]に対して、2012年12月6日、京都地方裁判所は「脱法ハーブの影響下で運転すれば、正常な運転が困難となると認識していた。異常な運転で危険性の大きさは著しい。反省もなく刑事責任は重い」として危険運転致傷罪で懲役1年10月の実刑判決を言い渡した[62]。2013年4月17日、大阪高等裁判所は一審判決を支持、控訴を棄却した[63]。
- 2012年9月17日、30歳男性会社員が脱法ハーブを吸引してトラックの運転を行い、名古屋市西区の県道で生後6ヵ月の乳児を含む6名を負傷させた[64]。2013年6月12日、名古屋地方裁判所は被告に、危険運転致傷の罪で懲役2年、保護観察付き執行猶予5年の判決を言い渡した。判決では「被告は2、3年前から吸引を繰り返しており、事故を発生させる危険性を認識していた」として危険運転致傷罪の適用を認めた[65]。
- 2012年10月10日、31歳男性会社員が脱法ハーブを吸引後に車の運転を行い、愛知県春日井市の市道において女子高生をはねて死亡させた[66]。2013年6月10日、名古屋地方裁判所は被告に危険運転致死と道交法違反（ひき逃げ）の罪で懲役11年の判決を言い渡した[67]。脱法ハーブ吸引による交通死亡事故に対して危険運転致死罪を適用したのは本件が初めて。判決では「被告は事故を起こす前、インターネットで脱法ハーブ吸引による後遺症について調べており、友人からも症状を聞いていた」と指摘し、危険運転致死罪の前提となる故意性があったと認めた。
- 脱法ハーブを吸引した32歳男性が、2012年10月17日に名古屋市中村区の県道で、同年10月21日には名古屋市西区の県道で追突事故を起こし、計5名に軽傷を負わせた。2013年2月28日、名古屋地方裁判所は「わずか5日間に2回の事故を起こしており悪質ではあるが、反省の情は認められる」として、被告に危険運転致傷の罪で懲役3年執行猶予5年の判決を言い渡した[68]。
- 2013年1月9日、浜松市東区の国道で27歳会社員男性が車の運転中に脱法ハーブを吸引、信号待ちの乗用車に衝突して2名に軽傷を負わせた。本件に関して、静岡地方裁判所浜松支部は2013年4月25日、「脱法ハーブが体に与える悪影響を認識しながら、ストレス発散など軽い気持ちで吸引した」として、危険運転致傷罪で懲役1年6月、執行猶予4年の判決を言い渡した[69]。
- 2013年2月7日、脱法ハーブを使用した31歳男性が岡山市北区の国道で暴走運転を行い、男性1名に重傷を負わせた。2013年8月14日、岡山地方裁判所は「時速約85キロで対向車線を走り車と正面衝突した。被害者が死亡していた可能性もあり、交通安全に対する配慮が希薄」「被害者には夜勤続きによる居眠りが原因とうそを言うなど事故後の対応は誠意を欠き、実刑はやむを得ない」として、危険運転致傷罪で懲役1年8月の判決を言い渡した[70]。
- 2013年4月11日、脱法ハーブを吸引した25歳男性が、札幌市手稲区内の市道で軽乗用車と正面衝突し相手の女性に軽傷を負わせた後、徒歩で逃走。駆けつけた警察官に殴りかかった。2013年7月16日、札幌地方裁判所は危険運転致傷罪で被告に懲役1年10月、執行猶予3年の判決を言い渡した[71]。
- 2013年9月7日、26歳男性の運転する軽乗用車が静岡県藤枝市の国道1号藤枝バイパスで対向車線へはみ出し、走行中の自動車2台と衝突、女性1名に重傷を負わせた。運転者は脱法ハーブを吸引していたとされ、危険運転致傷罪で逮捕。合わせて、25歳男性が加害者男性に脱法ハーブを吸わせ、自分の車の運転を依頼したとして、危険運転致傷罪ほう助の罪で逮捕された[72]。2014年1月9日、静岡地方裁判所は運転者男性に懲役1年4月の実刑、ほう助の男性に懲役1年（執行猶予4年）の判決を言い渡した。危険運転致傷事件で脱法ハーブ提供者へのほう助罪適用は全国初[73]。

### 薬事法違反・医薬品
タバコの形に巻いたハーブの販売は、摂取が目的であるようにみえるため医薬品にあたり、薬事法違反になっている。
指定薬物になったものを販売目的で店内に陳列していたため、薬事法の広告の制限に違反したもの。同じく販売目的で店内に置いていた例がある。

## 適法、合法のハーブ・薬草
食品に分類され薬効のあるハーブには、THCに化学構造が類似している物として、ニガヨモギに含まれる食品添加物であるツジョンがある。
2012年6月に、大阪府では脱法ハーブの事件を受け、脱法ハーブを巻くことにも使われる『手巻きたばこ用の巻紙』販売を自粛した。